# Krasnoflotske (Krasnoflotske), Sovietskîi
Krasnoflotske (în ucraineană Краснофлотське) este localitatea de reședință a comunei Krasnoflotske din raionul Sovietskîi, Republica Autonomă Crimeea, Ucraina.

## Demografie
Componența lingvistică a localității Krasnoflotske
     Rusă (60,66%)
     Ucraineană (16,68%)
     Tătară crimeeană (10,7%)
     Belarusă (1,26%)
     Alte limbi (0,59%)
Conform recensământului din 2001, majoritatea populației localității Krasnoflotske era vorbitoare de rusă (60,66%), existând în minoritate și vorbitori de ucraineană (16,68%), tătară crimeeană (10,7%) și belarusă (1,26%).